# Patera
|  | No s'ha de confondre amb Pàtera. |

En astrogeologia, patera (plural paterae, abr. PE) és una paraula llatina que significa «pàtera» (un plat ample, baix i de poca profunditat utilitzat en l'antiga Roma) que la Unió Astronòmica Internacional (UAI) utilitza per indicar un cràter irregular, o un cràter complex amb vores inclinades sobre un cos celeste. Les paterae poden tenir qualsevol origen (volcànic, impacte o altres), encara que la majoria d'elles van ser creades pel volcanisme.
Aquest terme s'utilitza en la nomenclatura planetària: forma part dels noms internacionals d'aquestes característiques. Aquests noms es troben amb la primera lletra en majúscula i darrere del nom indicat adequat (per exemple, Pillan Patera). A més d'això, es pot utilitzar com a terme de descripció i s'aplica fins i tot a característiques sense nom.

## Naturalesa de les paterae
El terme «patera», com altres termes de la nomenclatura planetària, descriu només la visió externa de la característica, però no el seu origen o estructura geològica. La majoria de les paterae de Venus, Mart i Io són cràters volcànics o calderes, però algunes altres (com Orcus Patera a Mart), probablement són cràters d'impacte.
Almenys algunes de les paterae de Tritó i l'única patera de Tità (pel que fa al 2016), anomenada Sotra Patera, molt probablement tinguin un origen criovolcànic. Alguns autors inclouen poca profunditat en la definició de criteris de les paterae; no hi ha un límit clar entre les paterae i els cràters habituals.

## Peculiaritats de l'ús del terme
Segons alguns autors, l'ús real del terme «patera» s'ha desviat de la seva definició, i no només s'utilitza en la nomenclatura sinó també en certa manera en la geologia per indicar l'origen volcànic de la característica. Després que la Cleopatra Patera (Venus) resultés ser un cràter d'impacte (en lloc d'un volcà, com es va suggerir anteriorment), es va canviar el nom pel de cràter Cleòpatra.
En general, el cràter volcànic obté un nom propi si el volcà és baix i poc visible. En cas contrari, es denomina «muntanya volcànica», i el cràter roman sense nom. En alguns casos, els noms dels cràters volcànics marcians amb el terme «patera» es van aplicar prèviament a tots els volcans i van ser reflectits en valors de les seves mides donades a la base de dades de nomenclatures de la UAI. Però el 2007, aquests noms estaven lligats als cràters, i les muntanyes volcàniques corresponents van obtenir noms amb els termes «Mons» o «Tholus». Un exemple de tal muntanya és Alba Mons, que va obtenir el seu nom 34 anys després del seu cràter Alba Patera.
El terme geològic «patera alta» (una espècie de volcans marcians baixos amb flancs radialment canalitzats), a diferència del terme nomenclatural «patera», es refereix a tot el volcà.

## Nomenclatura de les paterae
El terme «patera» (juntament amb altres 12 termes nomenclaturals) va ser introduït en la nomenclatura planetària el 1973, a la xv Assemblea General de la Unió Astronòmica Internacional, quan es van nomenar 9 paterae marcianes, fotografiades per la sonda espacial Mariner 9 en 1972-1973.
L'agost de 2016, hi havien 249 paterae amb nom: 144 a Io, 73 a Venus, 20 a Mart, 6 a Ganimedes, 5 a Tritó i 1 a Tità. Es nomenen de manera diferent en els diferents cossos celestes:
- a Venus: noms de dones famoses;
- a Mart: noms d'una característica d'albedo propera dels mapes clàssics de Giovanni Schiaparelli o Eugène Antoniadi;
- a Io: noms de déus o herois associats amb el foc, Sol, tro, volcans; noms de ferrers mítics; noms dels centres eruptius associats;
- a Ganimedes: noms dels uadis del Creixent Fèrtil;
- a Tità: noms de deïtats de la felicitat, la pau i l'harmonia de diversos pobles. Però, de fet, l'única patera anomenada de Tità porta el nom de l'illa noruega Sotra, heretada del nom cancel·lat del lloc brillant associat Sotra Facula.[30]
- a Tritó: noms associats a l'aigua, excloent el grec i el romà.